# Kovarianciaanalízis
A kovarianciaanalízis (KOVA, angolul analysis of covariance, ANCOVA) egy általánosított lineáris modell, mely felfogható a varianciaanalízis (VA, angolul analysis of variance, ANOVA) és a regresszió ötvözeteként is.
A megközelítése nagyon hasonlít a parciális korrelációéra, ahol azt vizsgáljuk, hogy két kvantitatív változó kapcsolatából mennyire lehet kiszűrni egy harmadik kvantitatív változó lineáris hatását. KOVA esetén a kérdésünk az, hogy a VA főhatásainak és interakcióinak tesztelésekor hogyan tudjuk kiszűrni egy vagy több kovariáns változó lineáris hatását. A KOVA alkalmazása során tehát megvizsgáljuk, hogy a függő változó átlagai megegyeznek-e egy vagy több csoportosító független változó (ún. szempontváltozó) egyes szintjein (vagyis a szempont szintjein), illetve egy vagy több kvantitatív változó (ún. kovariáns változó) mentén.
Egy jó példa erre, ha egy kísérletet végzünk, ahol a vizsgálati személyek három eltérő pszichológiai intervencióban részesülnek (szempontváltozó) és arra vagyunk kíváncsiak, hogy hogyan hatnak az intervenciók a vizsgálati személy jóllétére (függő változó). A kutatás során felmértük a résztvevők megküzdési módjait is. A kutatás elméleti hátteréből fakadóan tudjuk, hogy a megküzdési mód is hatással lehet függő változónkra, ezért szeretnénk ennek a hatását kiszűrni, hogy tisztán a szempontváltozónk hatását vizsgálhassunk.
Matematikai értelemben a KOVA a függő változó teljes varianciáját lebontja a kovariáns változó és a szempontváltozó által megmagyarázott varianciára, illetve reziduális varianciára.
A KOVA során több szempontváltozónk is lehet. Ennek megfelelően beszélhetünk egyszempontos KOVA-ról vagy akár többszempontos KOVA-ról is.
Kétszempontos KOVA modellegyenlete a szempontváltozók egy adott szintkombinációjához a következőképp írható fel:
μij = μ + αi + βj + γij + C1μ1 + … + Ckμk
Ebben az esetben két szempontváltozónk A és B, szintjeik α1, α2 stb., β1, β2 stb, a kettő közötti interakciót kifejező tag pedig a γij. A kovariáns változók elméleti átlaga μ1, μ2 … μk. A C1 … Ck a kovariáns változók függő változóra vonatkozó regressziós becslésének együtthatója. Az egyenlettel azt fejezzük ki, hogy a függő változó átlagai ezeken a szinteken a kovariánsok hatásainak kiszűrését követően mennyire térnek el az összátlagtól.

## A KOVA felhasználásának céljai

### Statisztikai erő növelésére
A KOVA felhasználható a statisztikai erő növelésére azáltal, hogy csökkenti az almintákon belüli hibavarianciát. Ennek megértéséhez szükséges az F-próba megértése, mellyel az alminták közötti eltérést értékeljük. Az F-próba kiszámolásához elosztjuk a csoportok közötti varianciát (amit a csoportosító változó magyaráz) a csoportokon belüli varianciával (hibavariancia). Ennek megfelelően:
F = MShatás/MShiba
Amennyiben a kapott érték nagyobb egy kritikus értéknél, úgy megállapíthatjuk, hogy a csoportok között szignifikáns eltérés figyelhető meg. A hibavariancia magába foglalhat egyéni különbségeket és más tényezők hatásait is. A képletben a kovariánsok hatásait eredetileg a nevező tartalmazza. Amikor kontrolláljuk a kovariánsok hatását a függő változóra, tulajdonképpen eltávolítjuk azt a nevezőből, megnövelve az F értékét. Ennek következtében nő a statisztikai erőnk, tehát annak az esélye, hogy kimutatunk-e egy szignifikáns hatást, ha az valóban fennáll.

### Mintaátlagok különbségeinek kiküszöbölésére
Ennek a felhasználásnak a lényege, hogy a kovariáns és a függő változó közti regressziós kapcsolatok alapján úgy módosítjuk a mintaátlagokat (ezek lesznek a korrigált mintaátlagok), hogy becslést kapjuk arra vonatkozólag, hogy milyenek lennének a mintaátlagok, ha nem lenne eltérés a csoportok között a kovariánsok nagyságszintjében. Miután ezt a korrekciót elvégeztük, a korrigált mintaátlagok összehasonlításával megvizsgálhatjuk a szempontváltozók hatását.
E felhasználási mód olykor ellentmondásos lehet, mivel a kovariánsok használatával sem lehet a minták egyenlőtlenségét teljesen kiküszöbölni. Emellett előfordulhat az is, hogy – a kovariáns és a szempontváltozó közötti kapcsolatból fakadóan – a kovariáns függő változóra kifejtett hatásának eltávolításával a függő változó is jelentős varianciát veszít el, ami az eredmények értelmezhetőségét csökkenti.

## A KOVA futtatásának előfeltételei
A KOVA használatának a VA-hoz hasonlóan alapvető feltétele a függő változó normális eloszlása és az alminták elméleti szórásának homogenitása (szóráshomogenitás). A KOVA ezeken felül kiegészül azzal a feltétellel is, hogy az egyes almintákban a kapcsolat a kovariáns és a függő változó között hasonló szorosságú kell legyen.

## KOVA alkalmazása

### Multikollinearitás feltételének tesztelése
Bár nem előfeltétel, de csökkentheti a modellünk összetettségét, ha a kovariánsok multikollinearitását ellenőrizzük. Abban az esetben, ha egy kovariáns erős kapcsolatot mutat egy másik kovariánssal (0,5 vagy annál nagyobb korreláció esetén), a függő változóra kifejtett hatás nem fog jelentősen eltérni a két kovariáns között. Ebben az esetben érdemes a két kovariáns közül az egyiket eltávolítani a modellből a statisztikai redundancia csökkentésének érdekében.

### Szóráshomogenitás ellenőrzése
Az alminták elméleti szórásának homogenitására pl. Levene-próbát futtathatunk.

### Regressziós egyenesesek egyenlő meredekségének ellenőrzése
Ellenőriznünk kell, hogy van-e interakciós hatás a kovariáns és a szempontváltozó között. Amennyiben az interakciós tag a két változó közt szignifikáns, úgy a KOVA modell lefuttatása helytelen lenne. Ehelyett Green és Salkind javaslata szerint érdemes a függő változó almintákban rejlő eltéréseit a szempontváltozó egyes szintjein megállapítani. Egyéb alternatíva lehet regressziós analízis lefuttatása moderátor változóval, ahol a kovariánst és az interakciós tagot független változóként léptetjük be a modellbe. Emellett érdemes lehet mediációs analízist használni annak megállapítására, hogy a kovariáns mennyiben magyarázza a szempontváltozó függő változóra kifejtett hatását.

### KOVA lefuttatása
Amennyiben a szempontváltozó és kovariáns közötti interakció nem mutatott szignifikáns hatást, lefuttatjuk újból a KOVA modellt az interakciós tag nélkül. Ebben a próbában a korrigált mintaátlagokat és a korrigált hibát használjuk fel a szempontváltozó főhatásának vizsgálatára. A korrigált mintaátlagot a kovariáns függő változóra kifejtett hatásának korrigálásával kapjuk meg.

### Utótesztelés
Szignifikáns főhatás esetén a szempontváltozó mentén alkotott alminták között olyan szignifikáns eltérés figyelhető meg, ami nem magyarázható más hatásokkal. A VA-ban is használt utótesztek használata szükséges ahhoz, hogy megtaláljuk mely szempontszintek között vannak eltérések. 

## Statisztikai erővel kapcsolatos megfontolások
A KOVA modellbe bevont kovariáns alapvetően növeli a statisztikai erőt, ami a módszer alkalmazásának talán leggyakoribb célja. Azáltal, hogy a függő változó varianciájának egy részét a kovariánssal megmagyarázzuk, a szempontváltozók által megmagyarázott varianciát növeljük. Másrészről viszont a kovariáns bevonása csökkenti a hibatag szabadságfokát eggyel, a kovariánssal összefüggő hibavariancia elvesztése miatt. Ebből kifolyólag ha olyan kovariánst vonunk be a KOVA modellbe, ami a függő változó varianciának csak kis részét magyarázza meg, a statisztikai erőt akár csökkenthetjük is, ami főleg kisebb méretű mintáknál fordulhat elő.

## Fordítás
- Ez a szócikk részben vagy egészben  az   Analysis of covariance című angol Wikipédia-szócikk ezen változatának fordításán alapul.  Az eredeti cikk szerkesztőit annak laptörténete sorolja fel. Ez a jelzés csupán a megfogalmazás eredetét és a szerzői jogokat jelzi, nem szolgál a cikkben szereplő információk forrásmegjelöléseként.